# 不伦瑞克交轨点
不伦瑞克交轨点（英文：Brunswick Junction）是一個位於西澳大利亞州西南區西南公路旁的小鎮，位於哈維和班伯利之間，人口為797人。

## 歷史
不伦瑞克交轨点取名自位於小鎮北部的河流不伦瑞克河。而不伦瑞克河則是於1830年由约翰·罗伊以腓特烈·威廉公爵命名。在总督史特靈於1813年在位於荷蘭的HMS卑尔逊号上服役時，威廉公爵是史特靈的上司。史特靈也以他的海军同事命名不少西澳地方。
不伦瑞克交轨点的第一個農田名叫阿尔弗斯托克（Alverstoke）。這塊農田於1842年由马歇尔·克利夫顿設立，並主要生產大麦和土豆。之後，移居者於澳大利恩附近的不伦瑞克河上建立了一座橋，以令移民更方便到達這一帶定居。
於1893年，在珀斯-班伯里铁路建成時，還沒有人居於現代不伦瑞克交轨点城址。但同時於現址附近存在著一個不伦瑞克农民会社，而在会社裡更有一間邮局和学校。於1898年，因到柯利的一段鐵路完工，並在不伦瑞克交轨点現址建立了一個鐵路中轉站，因此人們在這個中轉站周圍開始建設城鎮。
於1898年，移居不伦瑞克交轨点的人僅有68人（38位男性和30位女性）。

## 現況
現今的不伦瑞克交轨点的乳业非常著名，而城鎮亦擁有很多黑白花牛（綽號為黛西），這些奶牛大都位於市中心的公園中。而彼得斯奶油厂則負責將奶農提供的牛奶用來本生产加工牛奶、黄油和奶酪。
该镇还擁有很多历史建筑，其中包括郡大堂、一些天主教和英国圣公会的教堂、以及火车站小屋。另外，附近的比拉山谷亦提供一个风景优美的自驾观景游服務，帶領遊客參觀農場和莫宁顿森林。
不伦瑞克农业展是全澳洲其中一個最大型的农业展，每年十月都吸引逾15,000遊客參觀。农业展包括一个时尚游行活動、贸易展览，並且亦售賣艺术品、工艺品和鲜花。

## 运输

### 道路
不伦瑞克交轨点位於西南公路旁，以及位於班伯利東北面則26（16英里）。位於城鎮中的西南公路路段被稱為奧瑪尼大道。它與通往澳大利恩的克利夫顿大道連結在一起。

### 鐵路中轉站
不伦瑞克交轨点是横贯西澳公司由珀斯到班伯里的西南铁路的其中一個站。同時，不伦瑞克交轨点亦是到柯利的鐵路的其中一個站。因此，不伦瑞克交轨点的鐵路站是一個中轉站。